# Карл Гутенбергер
Карл Міхаель Гутенбергер (нім. Karl Michael Gutenberger; 18 квітня 1905, Ессен — 8 липня 1961, Ессен) — німецький офіцер, обергруппенфюрер СС, генерал військ СС і поліції. 

## Біографія
Після закінчення школи служив в банку. У 1925 році вступив в НСДАП (квиток № 25 249) і СА. З 1930 року — співробітник «Національної газети» в Ессені. У 1925-33 роках займав керівні пости в СА Рура. У листопаді 1932 року обраний депутатом Рейхстагу від Західного Дюссельдорфа (вдруге обраний в листопаді 1933 року). У 1932-33 роках — член Прусського ландтагу. З вересня 1933 року — командир 74-ї бригади СА (Везель), з квітня 1934 року — 173-ї бригади (Дуйсбург), з березня 1937 по грудень 1939 року — 73-ї бригади (Ессен). З 1 травня 1937 року — поліцай-президент Дуйсбурга. 1 червня 1940 року переведений з СА в СС (посвідчення № 372 303). З листопада 1939 по 29 червня 1941 року — поліцай-президент Ессена. З 1 травня 1941 року — вищий керівник СС і поліції «Захід» (Мюнстер). У листопаді 1944 року Генріх Гіммлер призначив Гутенбергера інспектором з формування частин «Вервольф». У травні 1945 року інтернований союзниками. У жовтні 1948 року англійським військовим трибуналом за звинуваченням у примусовому використанні робочої сили засуджений до 12 років в'язниці, а в 1949 році за розстріли полонених — ще до 4 років. У травні 1953 року звільнений.

## Звання
- Штандартенфюрер СА (15 вересня 1932)
- Оберфюрер СА (9 листопада 1933)
- Бригадефюрер СА (20 квітня 1936)
- Манн СС (1 червня 1940)
- Бригадефюрер СС (1 червня 1940)
- Генерал-майор поліції (1 березня 1942)
- Группенфюрер СС і генерал-лейтенант поліції (9 листопада 1942)
- Обергруппенфюрер СС і генерал поліції (30 липня 1944)
- Генерал військ СС (16 листопада 1944)

## Нагороди
- Золотий партійний знак НСДАП (25 жовтня 1933)
- Почесний кут старих бійців
- Почесна шпага рейхсфюрера СС
- Кільце «Мертва голова»
- Медаль «За вислугу років у НСДАП»
  - в бронзі (10 років)
  - в сріблі (15 років) (20 квітня 1940)
  - в золоті (25 років) (30 січня 1942)
- Хрест Воєнних заслуг 2-го і 1-го (2 червня 1942) класу з мечами
- Нагрудний знак «За поранення» в чорному (30 травня 1943)
- Залізний хрест 2-го класу (1944)